# Real Life (альбом Simple Minds)
Real Life — дев'ятий студійний музичний альбому гурту Simple Minds, що вийшов у квітні 1991.

## Список композицій
Автор музики і слів Чарлі Берчілл і Джим Керр, окрім зазначених інакше. 
| #   | Назва                                     | Тривалість |
| --- | ----------------------------------------- | ---------- |
| 1.  | «Real Life»                               | 4:53       |
| 2.  | «See the Lights»                          | 4:22       |
| 3.  | «Let There Be Love»                       | 4:57       |
| 4.  | «Woman» (Берчілл, Керр, Ліпсон)           | 4:40       |
| 5.  | «Stand By Love»                           | 4:04       |
| 6.  | «Let the Children Speak»                  | 4:16       |
| 7.  | «African Skies»                           | 4:52       |
| 8.  | «Ghostrider»                              | 3:22       |
| 9.  | «Banging on the Door (intro)»             | 1:16       |
| 10. | «Banging on the Door»                     | 4:22       |
| 11. | «Travelling Man» (Берчілл, Керр, Ліпсон)  | 3:34       |
| 12. | «Rivers of Ice» (Маклахлен, Simple Minds) | 3:30       |
| 13. | «When Two Worlds Collide»                 | 4:01       |